# Митков, Влатко
Влатко Митков (макед. Влатко Митков, родился 16 августа 1981 в Штипе) — македонский гандболист, линейный и правый крайний австрийского клуба «Кремс» и сборной Македонии.

## Карьера

### Клубная
Гандболом занимается с 13 лет, выступал изначально за команду «Пелистер» из Битолы (в 2002 году выиграл чемпионат Македонии). В 2003 году уехал в Германию выступать за команду «Вилльштетт/Шуттервальд», где провёл три года. Позднее перешёл в «Ветцлар», но там не закрепился и в итоге через два года ушёл в команду Второй лиги «Хамм». В январе 2010 года приобретён командой «Балинген-Вайлштеттен» из Бундеслиги, летом 2011 года переехал в Австрию, где выступал сначала за «Бернбах/Кофлах», а с июня 2012 года числится в составе «Кремса».

### В сборной
Провёл 71 игру за сборную Македонии. В матче отборочного турнира к чемпионату мира 2009 года против Исландии именно его игра позволила команде выйти в финальную часть первенства мира в Хорватии.